# Quarantine Freestyle
Quarantine Freestyle (stilizzato: quarantine freestyle) è un singolo-freestyle del rapper canadese bbno$, pubblicato il 31 marzo 2020 durante la quarantena per il COVID-19.

## Tracce
1. Quarantine Freestyle – 1:32